# MoRT
MoRT è il quinto album in studio del gruppo musicale Blut Aus Nord, pubblicato il 2006 dalla Candlelight Records. 

## Tracce
1. Chapter 1 - 6:04
2. Chapter 2 - 4:44
3. Chapter 3 - 5:08
4. Chapter 4 - 5:41
5. Chapter 5 - 6:35
6. Chapter 6 - 5:02
7. Chapter 7 - 6:39
8. Chapter 8 - 7:20

## Formazione
- Vindsval - voce, chitarra
- W.D. Feld - batteria, tastiera
- GhÖst - basso